# Flaggen der russischen Föderationssubjekte

Flagge der Russischen Föderation

Diese Liste erläutert die Flaggen der Subjekte der Russischen Föderation.
Siehe: Politische Gliederung Russlands

Republik
Region
Gebiet
Stadt
autonomes Gebiet
autonomer Kreis

Russland ist in 83 Föderationssubjekte (Субъект Федерации Subjekt Federazii) mit unterschiedlichem Autonomiegrad gegliedert, die zum großen Teil eigene Flaggen führen. Es handelt sich dabei um Einheiten mit unterschiedlichem Autonomiegrad.
Zu den Föderationssubjekten gehören:
- 21 Republiken (russisch Республика, pl. Республики)
- 1 autonomes Gebiet (russisch Автономная Область)
- 4 autonome Kreise (Okrug) (russisch Автономный Округ, pl. Автономные Округа)
- 9 Regionen (Krai) (russisch Край, pl. Края)
- 46 Gebiete (Oblast) (russisch Область, pl. Области)
- 2 Städte föderalen Ranges (russisch Город Федерального Значения, pl. Города Федерального Значения)

## Republiken
| Lage | Flagge / SV | Republik                                                     | Anmerkungen |
| ---- | ----------- | ------------------------------------------------------------ | --- |
|      | 1:2         | Adygeja Республика Адыгея Respublika Adygeja                 | Die Flagge wurde von dem Schotten David Urquhart in den 1830er Jahren entworfen, als er als Gesandter der britischen Regierung beim Widerstand gegen die Annexion durch Russland half. Dieser Widerstand wird durch die Pfeile angedeutet. Grün steht für die Landwirtschaft, Gold für den Frieden. Die zwölf Sterne stehen für die zwölf Stämme des Volks, neun aristokratisch und drei demokratisch organisiert.                                                          |
|      | 1:2         | Republik Altai Алтай Altai                                   | In der Flagge der Republik Altai steht Blau für die Sauberkeit des Himmels, der Berge, der Flüsse und Seen in der Region. Weiß steht für Ewigkeit und Harmonie unter den Menschen. |
|      | 2:3         | Baschkortostan Башҡортостан Baschqortostan                   | Die Flagge Baschkortostans besteht aus einer waagerecht angeordneten Trikolore. Blau steht für Nachsicht und Tugend, Weiß für Offenheit, Grün für Freiheit und ewiges Leben. Die „Kurai“-Blume steht für die sieben Rassen des Volkes. Die sieben Blüten stehen für die einstigen baschkirischen Stämme. |
|      | 1:2         | Burjatien Бурятия Burjatija                                  | Blau steht für den Himmel und Weiß für Reinheit, Gelb für Frieden und Wohlstand. Das "Sojombo-Symbol" (Sonne, Mond und Flamme) repräsentiert Versöhnung, Familienleben und Gastfreundschaft. |
|      | 1:2         | Chakassien Хакасия Chakassija                                | Die weiß-blau-roten Streifen in der Flagge Chakassiens stammen von der russischen Nationalflagge. Der vertikale grüne Streifen bedeutet ewiges Leben und ist mit einem alten chakassischen Sonnensymbol verziert. |
|      | 2:3         | Dagestan Дагестан Dagestan                                   | Der obere grüne Streifen in der Flagge Dagestans bedeutet Landwirtschaft und Hoffnung. Der blaue Streifen steht für das Kaspische Meer, an das Dagestan grenzt. Rot repräsentiert Treue und Mut. |
|      | 2:3         | Inguschetien Ингушетия Inguschetija                          | Der weiße Streifen steht für reine Absichten des Volks; Grün für die Natur, Fruchtbarkeit und den Islam. Die Sonne steht für Frieden und ihre rote Farbe für den Kampf des Volkes. |
|      | 2:3         | Kabardino-Balkarien Кабардино-Балкария Kabardino-Balkarija   | Die Farben der Flagge Kabardino-Balkariens symbolisieren den blauen Himmel, die schneebedeckten Berge und die grünen Ebenen des Landes. Das Emblem zeigt den Elbrus, dem höchsten Gipfel des Kaukasus. |
|      | 1:2         | Kalmückien Хальмг Таңһч Chal'mg Tangghtsch                   | Das Gelb der Sonne ist das Symbol für das Vertrauen des Volkes und für die Sonne, die das Land wärmt. Der blaue Kreis bezeichnet den geweihten Weg zur heiligen Lotusblüte in der Mitte. |
|      | 1:2         | Karatschai-Tscherkessien Къарачай-Черкес Karachay Cherkes    | Blau in der Flagge Karatschai-Tscherkessiens symbolisiert Frieden, freundliche Absichten und Ruhe, Grün die Natur, die Fruchtbarkeit und Reichtum. Rot steht für Herzlichkeit und Einheit des Volkes. Die Berge in der Mitte erinnern an die Lage der Republik am Nordabhang des Kaukasus. |
|      | 2:3         | Republik Karelien Карелия Karelija                           | Der blaue Streifen der Flagge der Republik Karelien steht für die vielen Seen, der grüne Streifen für die riesigen Fichtenwälder. Der rote Streifen wiederum steht für Herzlichkeit und Einheit der Völker Kareliens. |
|      | 2:3         | Republik Komi Коми Komi                                      | Blau steht für die nördliche Lage der Republik, Grün für die Wälder und Weiß für den Schnee. Es sind ebenso Symbole für die Tugenden Reinheit, Einheit und Keuschheit. |
|      | 2:3         | Mari El Марий Эл Marij El                                    | Die Flagge von Mari El wurde am 1. Juni 2011 eingeführt. Sie zeigt ein weißes Grundtuch mit einem durch ein folkloristisches Muster getrennten roten Streifen. Das Wappen des Landes ziert die Mitte der Flagge, ein golden bekrönter, weißer Schild in moderner französischer Form mit einem roten Bären in der Mitte, der ein Schwert in seiner rechten Pranke führt. Er trägt einen blauen, golden umrandeten Schild, der das Nationalsymbol in Gold in der Mitte zeigt. |
|      | 2:3         | Mordwinien Мордовия Mordowija                                | Die Flagge hat dieselben Farben wie die russische Flagge. In der Mitte ist das gleiche Sonnenemblem wie auf der Flagge von Udmurtien. |
|      | 1:2         | Nordossetien-Alanien Цæгат Ирыстон-Алани Zægat Iryston-Alani | Weiß steht in dieser Flagge für die Reinheit der Absichten, Gelb für die Landwirtschaft. Der rote Streifen steht für das Volk von Aryan und dessen Willen, den Frieden zu bewahren. |
|      | 1:2         | Sacha (Jakutien) Саха Sacha                                  | Die Flagge der Republik Sacha ist die offizielle Flagge der Jakuten und der autonomen Republik Sacha. Sie erinnert an den blauen Himmel und den Sonnenschein, der weiße Streifen darunter an den Schnee. Rot steht für Mut und Standhaftigkeit, Grün für die Wälder von Jakutien. |
|      | 1:2         | Tatarstan Татарстан Tatarstan                                | Die Flagge Tatarstans zeigt ein Grün-Rot gestreiftes Tuch, in dessen Mitte sich ein schmaler weißer Streifen befindet. Sie geht auf die Flagge der Türkischen Gemeinschaft „Wolga-Ural“ zurück. Der grüne Streifen steht für die muslimische Bevölkerungsmehrheit. Der rote Streifen steht für die russische Minderheit. Der weiße Trennstrich symbolisiert den Frieden, der beide vereint.                                                                                 |
|      | 2:3         | Tschetschenien Нохчийчоь Noxçiyçö                            | Grün steht für den Islam und neues Leben. Rot erinnert an das für die Freiheit vergossene Blut, und Weiß ist die in die Freiheit führende Straße. |
|      | 5:8         | Tschuwaschien Чăваш Ен Tschăwasch Jen                        | Die Flagge Tschuwaschiens zeigt auf einer roten Basis, die für das Tschuwaschen-Land steht, den Baum des Lebens mit drei Wurzeln. Die drei Sonnen sind ein altes Emblem. Gold steht für Zukunft und Wohlstand. |
|      | 2:3         | Tuwa Тыва Tyva                                               | Die Flagge der Republik Tuwa soll mit den Farben Blau Mut und Härte, mit Gelb Wohlstand und mit Weiß Keuschheit repräsentieren. Die Streifen stellen das Zusammenströmen der Flüsse Bii-Chem und Kaa-Chem bei Kysyl dar, in dem sie den Ulug-Chem (Jenissei) bilden. |
|      | 1:2         | Udmurtien Удмуртия Udmurtija                                 | Das achteckige Sonnenzeichen in der Mitte soll das Volk vor Unglück bewahren. Schwarz symbolisiert die Erde und Stabilität, Weiß Moral und den Kosmos, Rot das Leben und die Sonne. |

## Regionen
| Lage | Flagge / SV | Region                                                    | Anmerkungen |
| ---- | ----------- | --------------------------------------------------------- | ----------- |
|      | 1:2         | Region Altai Алтайский край Altaiski krai                 |             |
|      | 2:3         | Region Chabarowsk Хабаровский край Chabarowski krai       |             |
|      | 2:3         | Region Kamtschatka Камчатский край Kamtschatski krai      |             |
|      | 2:3         | Region Krasnodar Краснодарский край Krasnodarski krai     |             |
|      | 2:3         | Region Krasnojarsk Красноярский край Krasnojarski krai    |             |
|      | 2:3         | Region Perm Пермский край Permski krai                    |             |
|      | 2:3         | Region Primorje Приморский край Primorski krai            |             |
|      | 2:3         | Region Stawropol Ставропольский край Stawropolski krai    |             |
|      | 2:3         | Region Transbaikalien Забайкальский край Sabaikalski krai |             |

## Städte mit Subjektstatus
Städte mit Subjektstatus sind nur die beiden Metropolen Moskau und Sankt Petersburg.
| Lage | Flagge / SV | Stadt                                            | Anmerkungen |
| ---- | ----------- | ------------------------------------------------ | --- |
|      | 2:3         | Moskau Москва Moskwa                             | Das Moskauer Stadtwappen zeigt den Drachentöter Georg. Auf rotem Hintergrund reitet ein weißer Ritter auf einem weißen Pferd, gehüllt in einen blauen Mantel und einen blauen Schild tragend als Vorbild für die Farbgebung der russischen Nationalfarben. Zar Peter der Große wählte die Farben für die Flagge Russlands (Weiß, Blau, Rot) aus diesem Wappen. |
|      | 2:3         | Sankt Petersburg Санкт-Петербург Sankt-Peterburg | Das Stadtwappen zeigt Hinweise auf die Residenz des Herrschers und auf den Seehafen, der an das binnenrussische Flusssystem angeschlossen ist: - ein Zepter - einen Seeanker - einen Binnenanker |

## Autonome Kreise
Autonome Kreise (russisch: Автономный округ, Awtonomny okrug) umfassen meist riesige, äußerst dünn besiedelte Gebiete im Norden des Landes und in Sibirien. Meistens sind die indigenen Völker gegenüber den Russen in der Minderheit.
| Lage | Flagge / SV | Autonomer Kreis | Anmerkungen |
| ---- | ----------- | --- | --- |
|      | 1:2         | Autonomer Kreis der Chanten und Mansen/Jugra Ханты-Мансийский автономный округ – Югра Chanty-Mansijski awtonomny okrug – Jugra | Das weiße Emblem ist die stilisierte Darstellung einer Krone. Am rechten Rand ist der Flagge ein schmaler senkrechter weißer Streifen hinzugefügt.                                                                                    |
|      | 2:3         | Autonomer Kreis der Jamal-Nenzen Ямало-Ненецкий автономный округ Jamalo-Nenezki awtonomny okrug                                | Das Ornament ist das gleiche wie in der Flagge des Autonomen Kreises der Nenzen. |
|      | 2:3         | Autonomer Kreis der Nenzen Ненецкий автономный округ Nenezki awtonomny okrug                                                   | Die Flagge ist das Ergebnis eines Wettbewerbs. |
|      | 2:3         | Autonomer Kreis der Tschuktschen Чукотский автономный округ Tschukotski awtonomny okrug                                        | Im Zentrum des Dreiecks sind die russischen Nationalfarben in einem goldenen Kreis dargestellt. Das Gold steht für die Sonne, für Freundschaft und Hoffnung. Weiß steht für Eis, das die Region einen großen Teil des Jahres bedeckt. |

## Das autonome Gebiet
Die Juden waren nie die Bevölkerungsmehrheit im Gebiet, das die sowjetische Regierung als jüdisches „Heimland“ vorsah. Den höchsten Anteil erreichten sie nach dem Zweiten Weltkrieg mit rund einem Drittel. Heute wird diskutiert, die Jüdische Autonome Oblast in die Region Chabarowsk einzugliedern.
| Lage | Flagge / SV | Autonomes Gebiet                               | Anmerkungen |
| ---- | ----------- | ---------------------------------------------- | --- |
|      | 2:3         | ייִדישער אױטאָנאָמע געגנט Yidisher Oytonome Gegnt | Die farbigen Streifen in der Flagge der Jüdischen Autonomen Oblast symbolisieren den Regenbogen. Der weiße Hintergrund ähnelt dem der Flagge Israels. Auffällig ist, dass die Flagge keine jüdischen Symbole wie zum Beispiel den Davidsstern verwendet. |

## Oblaste
Oblaste (wörtlich „Gebiet“) sind größere Verwaltungsbezirke mit geringer Autonomie als die Republiken.
| Lage | Flagge / SV   | Oblast                                                                | Anmerkungen |
| ---- | ------------- | --------------------------------------------------------------------- | --- |
|      | 2:3           | Oblast Amur Амурская область Amurskaja oblast                         | Die Wellenlinien in der Flagge symbolisiert den Fluss Amur, der die Grenze zu China bildet. Die Farben Rot-Weiß-Blau sind (in anderer Reihenfolge) aus der russischen Flagge entnommen. |
|      | 2:3           | Oblast Archangelsk Архангельская область Archangelskaja oblast        | Der Name Archangelsk leitet sich von dem russischen Wort für Erzengel her. Auf der Flagge ist der Erzengel Michael dargestellt, der Luzifer besiegt. Darüber steht eine Krone. |
|      | 2:3           | Oblast Astrachan Астраханская область Astrachanskaja oblast           | In der Mitte der hellblauen Flagge befindet sich ein silbernes Krummschwert mit goldenem Heft unter einer goldenen Krone mit Kreuz. |
|      | 2:3           | Oblast Belgorod Белгородская область Belgorodskaja oblast             | Diese Flagge ist durch ein blaues Kreuz in vier gleiche Teile unterteilt. Das weiße Feld nimmt Bezug auf den Namen Belgorod, der übersetzt weiße Stadt bedeutet. In diesem Feld befindet sich das Wappen, das einen Adler über einen Löwen zeigt, womit auf das Belgorod-Regiment im 18. Jahrhundert angespielt wird. |
|      | 2:3           | Oblast Brjansk Брянская область Brjanskaja oblast                     | Das Wappen auf der roten Flagge stellt durch die Dreiteilung im unteren Teil die Einheit der drei großen slawischen Völker dar, an denen Brjansk Anteil hat: Russen, Weißrussen und Ukrainer. Die dreistufige Föhre steht für das Dickicht der Region. Das auf dem Baum aufgelegte Wappen ist das Wappen der Oblasthauptstadt Brjansk. Der Schild ist umrandet von Eichenlaub als Symbol und dem Band des Leninordens, den die Region im Jahr 1967 für den Widerstandskampf während der deutschen Besatzung erhielt. Über dem Schild sind Hammer und Sichel als Hinweis darauf dargestellt, dass dieser Oblast während der sowjetischen Zeit gegründet wurde. |
|      | 2:3           | Oblast Irkutsk Иркутская область Irkutskaja oblast                    | Die Flagge zeigt – wie auch das Wappen – einen sibirischen Tiger mit einem Zobel in den Zähnen. Dieses Bild wurde schon um das Jahr 1642 genutzt. Schwarz steht für Klugheit, Rot für Mut, Blau für die Gewässer der Region (Baikalsee und Angara) und Weiß für die sibirischen Winter. Das Emblem ist umgeben von stilisierten Zedernästen. |
|      | 2:3           | Oblast Iwanowo Ивановская область Iwanowskaja oblast                  | |
|      | 2:3           | Oblast Jaroslawl Ярославская область Jaroslawskaja oblast             | Die Flagge zeigt einen schwarzen Bären mit silberner Hellebarde. Der Bär ist ein Symbol der Region seit dem 17. Jahrhundert als Jaroslaw der Weise einen Bären, den die Einheimischen auf ihn gehetzt hatten, mit seiner Hellebarde tötete. |
|      | 2:3           | Oblast Kaliningrad Калининградская область Kaliningradskaja oblast    | |
|      | Kaluga Oblast | Oblast Kaluga Калужская область Kaluschskaja oblast                   | |
|      | 2:3           | Oblast Kemerowo Кемеровская область Kemerowskaja oblast               | Die zweigeteilte Flagge führt im Obereck das Wappen der Oblast. Im schwarzen Dreieck sind Hinweise auf Bergbau und Landwirtschaft. Darunter befindet sich das Band des Leninordens mit der Jahreszahl 1943, dem Jahr, in dem dieser Oblast gegründet wurde. |
|      | 2:3           | Oblast Kirow Кировская область Kirowskaja oblast                      | |
|      | 2:3           | Oblast Kostroma Костромская область Kostromskaja oblast               | Das Wappen auf der zweifarbigen Flagge zeigt eine Galeere mit weißen Segeln und der kaiserlichen Flagge, ein Hinweis auf das Wappen, das der Stadt Kostroma von Zarin Katharina II. verliehen wurde. |
|      | 1:2           | Oblast Kurgan Курганская область Kurganskaja oblast                   | Die Flagge zeigt ein ähnliches Emblem wie die Flagge Kabardino-Balkariens, zwei Hügel, die vom stellvertretenden Duma-Vorsitzenden der Region, Viktor Tataurow, als eine Frau beim Rückenschwimmen bezeichnet wurde. Diese Bemerkung wurde von den Medien aufgegriffen und gab der Flagge den Spitznamen Rückenschwimmerin ein. |
|      | 2:3           | Oblast Kursk Курская область Kurskaja oblast                          | |
|      | 2:3           | Oblast Leningrad Ленинградская область Leningradskaja oblast          | |
|      | 2:3           | Oblast Lipezk Липецкая область Lipezkaja oblast                       | Die Flagge zeigt einen goldenen Baum auf fünf grünen Hügeln. |
|      | 2:3           | Oblast Magadan Магаданская область Magadanskaja oblast                | Im Obereck dieser einfarbigen Flagge mit weiß-blauen Wellenlinien für die Lage am Pazifik befindet sich das Wappen mit Symbolen des Fortschritts und der Wirtschaft: Im roten Feld ein Geologenhammer und ein Pickel sowie zwei Gold- und ein Silberbarren. Im hellblauen Feld werden ein Flugzeug als Haupttransportmittel der Region und ein Wasserkraftwerk als Hauptenergiequelle dargestellt. Im dunkelblauen Feld finden sich drei Fische als Hinweis auf den Fischreichtum. |
|      | 2:3           | Oblast Moskau Моско́вская о́бласть Moskowskaja oblast                   | Die Flagge der Region Moskau führt in der Gösch das Moskauer Stadtwappen mit dem Drachentöter Georg. |
|      | 2:3           | Oblast Murmansk Мурманская область Murmanskaja oblast                 | Der rote Streifen steht zum blauen Streifen im Verhältnis 4:1. In der Mitte der Flagge findet sich ein goldenes Polarlicht als Hinweis auf die Lage am Polarkreis. |
|      | 2:3           | Oblast Nischni Nowgorod Нижегородская область Nischegorodskaja oblast | In der Mitte der einfarbigen weißen Flagge liegt das Wappen mit einem roten Hirschen unter einer goldenen Krone. |
|      | 2:3           | Oblast Nowosibirsk Новосибирская область Nowosibirskaja oblast        | In der Mitte der vierfarbigen Flagge liegt das Wappen mit zwei Zobeln, die ein Brot halten. |
|      | 2:3           | Oblast Nowgorod Новгородская область Nowgorodskaja oblast             | |
|      | 2:3           | Oblast Omsk Омская область Omskaja oblast                             | |
|      | 2:3           | Oblast Orenburg Оренбургская область Orenburgskaja oblast             | |
|      | 2:3           | Oblast Orjol Орловская область Orlowskaja oblast                      | |
|      | 5:8           | Oblast Pensa Пензенская область Pensenskaja oblast                    | |
|      | 2:3           | Oblast Pskow Псковская область Pskowskaja oblast                      | |
|      | 2:3           | Oblast Rjasan Рязанская область Rjasanskaja oblast                    | |
|      | 2:3           | Oblast Rostow Ростовская область Rostowskaja oblast                   | |
|      | 2:3           | Oblast Sachalin Сахалинская область Sachalinskaja oblast              | Auf der Flagge sind die Umrisse der Insel Sachalin und der Inselgruppe der Kurilen dargestellt. |
|      | 2:3           | Oblast Samara Самарская область Samarskaja oblast                     | |
|      | 2:3           | Oblast Saratow Саратовская область Saratowskaja oblast                | |
|      | 2:3           | Oblast Smolensk Смоленская область Smolenskaja oblast                 | |
|      | 2:3           | Oblast Swerdlowsk Свердловская область Swerdlowskaja oblast           | |
|      | 2:3           | Oblast Tambow Тамбовская область Tambowskaja oblast                   | Auf dem rotumfassten Wappen in der rot-blau zweigeteilten Flagge sind ein Bienenkorb und drei Bienen dargestellt. Rot steht für Mut und Tapferkeit, Blau für die natürliche Schönheit und Sauberkeit der Region. |
|      | 2:3           | Oblast Tjumen Тюменская область / Tjumenskaja oblast                  | |
|      | 2:3           | Oblast Tomsk Томская область Tomskaja oblast                          | Das Pferd ist dem Wappen der Stadt Omsk entnommen und steht für den Pferdetransport in früheren Zeiten. Darüber eine Zarenkrone. |
|      | 2:3           | Oblast Tscheljabinsk Челябинская область Tscheljabinskaja oblast      | Das Kamel ist ein historisches Symbol. Der gelbe Streifen steht für das Ural-Gebirge und seine reichhaltigen Bodenschätze. |
|      | 2:3           | Oblast Tula Тульская область Tulskaja oblast                          | |
|      | 2:3           | Oblast Twer Тверская область Twerskaja oblast                         | |
|      | 2:3           | Oblast Uljanowsk Ульяновская область Uljanowskaja oblast              | |
|      | 2:3           | Oblast Wladimir Владимирская область Wladimirskaja oblast             | Die Flagge basiert auf der alten Flagge der Russischen Sozialistischen Föderativen Sowjetrepublik. Als eine von nur zwei Flaggen der Oblaste führt sie das Symbol Hammer und Sichel. In der Mitte der Flagge ist das Wappen des Oblasts, welches die Symbole Eichenlaub, Löwe, Kreuz und Zarenkrone enthält. |
|      | 2:3           | Oblast Wolgograd Волгоградская область Wolgogradskaja oblast          | Die Flagge zeigt das Denkmal Mutter Heimat ruft auf (russisch: Родина-мать зовёт! "Rodina Mat' sowjot!"), die Hauptsehenswürdigkeit der Stadt Wolgograd (früher: Stalingrad) auf der Gedenkstätte der Schlacht von Stalingrad. |
|      | 2:3           | Oblast Wologda Вологодская область Wologodskaja oblast                | |
|      | 2:3           | Oblast Woronesch Воронежская Область Woroneschskaja Oblast            | |